# 大洲肱南インターチェンジ

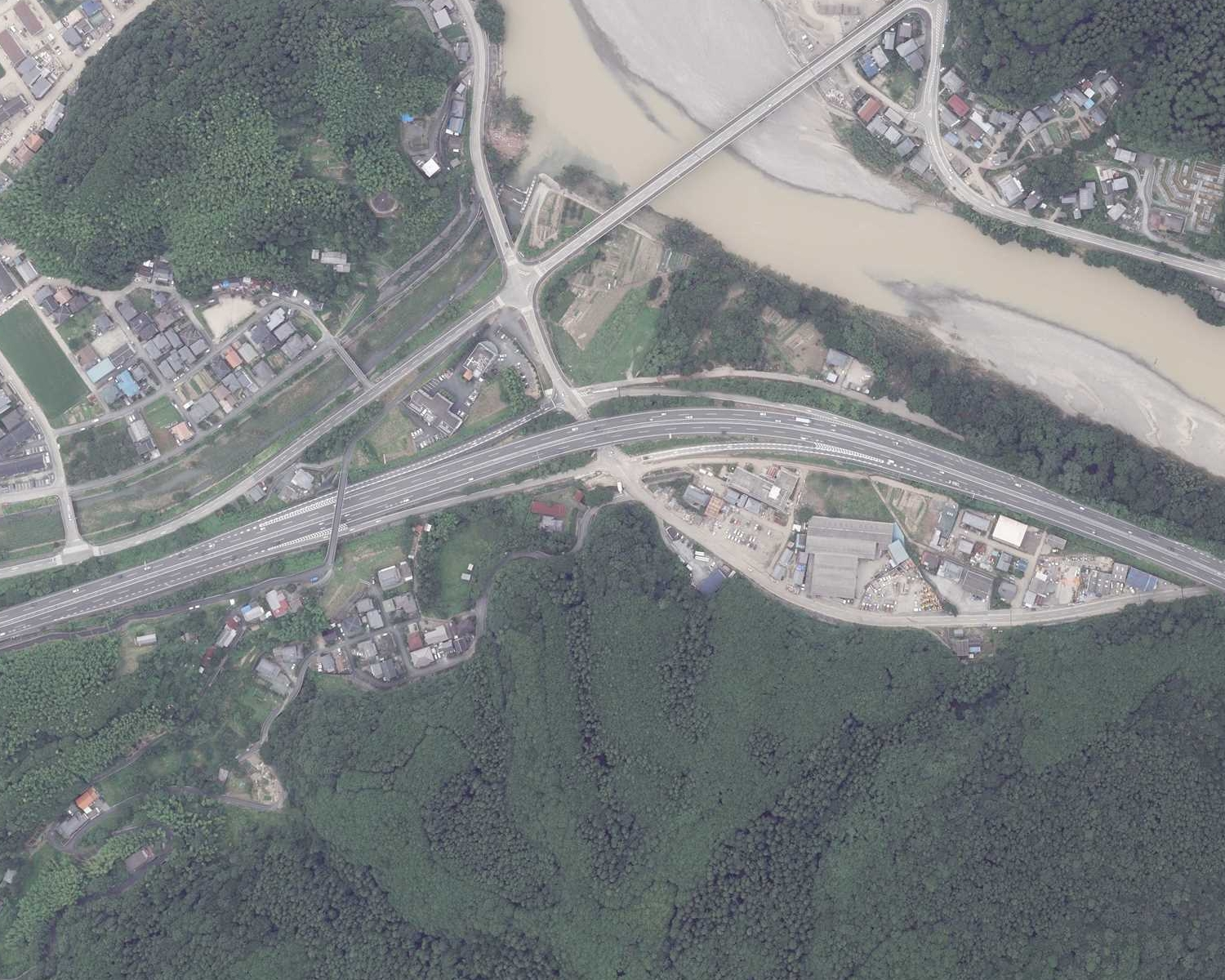

大洲肱南インターチェンジ（おおずこうなんインターチェンジ）は、愛媛県大洲市柚木にある、松山自動車道（大洲道路）のインターチェンジである。

## 概要
大洲IC - 大洲北只IC間は、高速自動車国道に並行する一般国道自動車専用道路であり、通行料金は無料のため当ICには料金所が設置されていない。

## 歴史
- 1991年（平成3年）3月19日 : 大洲冨士IC - 大洲南IC間の開通に伴い供用開始[1][2]。

## 周辺
- 少彦名温泉 大洲 臥龍の湯
- 帝京冨士中学校・高等学校
- 国土交通省 四国地方整備局 大洲河川国道事務所
- 大洲家族旅行村オートキャンプ場
- 大洲市役所
- 大洲市立大洲南中学校
- 大洲市立大洲小学校
- 大洲城 三の丸南隅櫓
- 愛媛県立大洲高等学校

## 接続する道路
- 愛媛県道44号大洲野村線

## 隣
E56 松山自動車道（ 大洲道路）
(18) 大洲冨士IC - (19) 大洲肱南IC - (20) 大洲南IC